# Albert Maria Eibenschütz
Albert Maria Eibenschütz (Berlín, 15 d'abril de 1857 - Berlín, vers el 1930) fou un pianista alemany.
Feu els primers estudis en la Musterschule de Frankfurt del Main; des de 1874 fins al 1876 freqüentà el Conservatori de Leipzig, tenint per professors a Paul i Reinecke. Més tard acceptà una plaça a Jarkov (Rússia) i allà fou deixeble de Rubinstein. Aquest el 1878, el cridà al Conservatori de Leipzig perquè s'encarregués de la càtedra de piano. El 1880 passà a Colònia com a professor de perfeccionament de piano, on hi va romandre tretze anys.
Després es traslladà a Berlín, on ensenyà en el Conservatori Stern, i més tard a Wiesbaden, on fundà un Institut, que hagué d'abandonar per manca de salut, traslladant llavors la seva residència a Aquisgrà, per a dedicar-se a l'ensenyança i fou sots-director d'aquell Conservatori.
Des del maig de 1918 va residir a Berlín dedicat a la composició. Se li'n deuen peces de piano a dues i quatre mans, lieder, obres de música de cambra, simfonies i d'altres. Ensems va actuar diverses vegades com a solista en la Gewandhaus de Leipzig, a Gürzenich, Colònia, en el Museum de Frankfurt i en diversos punts d'Alemanya, Suïssa, els Països Baixos, Bèlgica, França, etc.
Des del 3 de juny de 1898 estava casat amb la pianista Wilhelmine Eibenschütz-Wnuczek.